# Nacho (cantante)
Nacho, pseudonimo di Miguel Ignacio Mendoza Donatti (Lecheria, 22 agosto 1983), è un cantante venezuelano di musica reggaeton e merengue.
Fa parte del duo musicale Chino & Nacho. Nel 2017 incide il suo primo singolo da solista Báilame che viene certificato con 5 platino dalla PROMUSICAE e con il diamante dalla RIAA, piazzandosi al primo posto nelle classifiche venezuelana, spagnola e ecuadoregna. Nel 2018 il singolo No Te Vas, realizzato con Wisin e Noriel, raggiunge la seconda posizione in Venezuela e la prima in Ecuador, venendo certificato platino dalla RIAA.

## Discografia

### Da solista

#### Album
- 2018 - La Criatura
- 2019 - UNO
- 2020 - De vuelta a casa
- 2021 - Historias del Caribe
- 2022 - Nacho Sinfónico
- 2022 - Folklórico
- 2024 - Esencia